# 多夫日克河
多夫日克河（烏克蘭語：Довжик），是烏克蘭的河流，位於該國西部，屬於大卡緬卡河的右支流，發源自斯維爾德洛夫斯克，流經盧甘斯克州，河道全長26公里，流域面積169平方公里。